# Horatio Hornblower
Horatio Hornblower, 1st Viscount Hornblower, GCB (4 juli 1776 - 12 januari 1857) is de hoofdpersoon in een serie romans, geschreven door C.S. Forester. Hij is een Britse zeeofficier in de Engelse Royal Navy ten tijde van de napoleontische oorlogen. Naar aanleiding van de boeken zijn er films en televisieprogramma's gemaakt.
Hornblower is een icoon in de traditionele fictie die zich afspeelt in het zeilvaarttijdperk. Er zijn veel parallellen te vinden tussen Hornblower en echte zeeofficieren uit die tijd. Vooral de gelijkenis met Thomas Cochrane en Horatio Nelson is opvallend. De naam Horatio is niet geïnspireerd door Nelson, maar door een personage in William Shakespeares "Hamlet".
Van de boeken is ook een achtdelige Engelse televisieserie gemaakt, Hornblower.

## De boeken
De boeken, in de volgorde waarin ze zijn geschreven:
1. The Happy Return (1937, verschenen onder de naam Beat to Quarters in de VS)
2. A Ship of the Line (1938, eenvoudigweg Ship of the Line geheten in de VS)
3. Flying Colours (1938, in de VS als Flying Colors gespeld)
4. The Commodore (1945, verschenen als Commodore Hornblower in de VS)
5. Lord Hornblower (1946)
6. Mr. Midshipman Hornblower (1950, verzamelde korte verhalen)
7. Lieutenant Hornblower (1952)
8. Hornblower and the Atropos (1953)
9. Hornblower in the West Indies (1958, Admiral Hornblower in the West Indies in sommige uitgaven in de VS)
10. Hornblower and the Hotspur (1962)
11. Hornblower and the Crisis (1967, onvoltooide roman en korte verhalen, Hornblower During the Crisis in sommige uitgaven in de VS)

In chronologische volgorde:
1. Mr. Midshipman Hornblower (Het zeegat uit)
2. Lieutenant Hornblower (Interventie in de West)
3. Hornblower and the Hotspur (Op leven en dood)
4. Hornblower and the Crisis (Gevaar aan de einder)
5. Hornblower and the Atropos (Op hoog bevel)
6. The Happy Return (Met verzegelde orders)
7. A Ship of the Line (Alle hens aan dek)
8. Flying Colours (De dans ontsprongen)
9. The Commodore (De taal der scheepskanonnen)
10. Lord Hornblower (Muiterij en victorie)
11. Hornblower in the West Indies (Admiraal in West-Indië)

Mr. Midshipman Hornblower, Lieutenant Hornblower en Hornblower and the Hotspur werden gebundeld in een boek onder de namen Hornblower's Early Years, Horatio Hornblower Goes to Sea, of The Young Hornblower. Er zijn ook vereenvoudigde versies voor kinderen.
Hornblower and the Atropos, The Happy Return en A Ship of the Line werden ook gebundeld in een boek, genaamd Captain Horatio Hornblower.
Van Flying Colours, The Commodore, Lord Hornblower, en Hornblower in the West Indies werd een derde omnibus gemaakt, genaamd Admiral Hornblower om de serie compleet te maken.